# Публий Лициний Крас (син на триумвир)
Вижте пояснителната страница за други личности с името Публий Лициний Крас.
Публий Лициний Крас Дивес (на латински: Publius Licinius Crassus; * ок. 86/82 пр.н.е.; † юни 53 пр.н.е., Харан) е син на триумвир Марк Лициний Крас и Аксия Тертула. Той е внук на Публий Лициний Крас Дивес (консул 97 пр.н.е.).
Публий Крас служи при Юлий Цезар в Галия през 58 – 56 пр.н.е. През 57 пр.н.е става командир на VII легион и 56 пр.н.е завладява Аквитания.
През 55 пр.н.е. той се жени за Корнелия Метела, дъщеря на Квинт Цецилий Метел Пий Сципион. През 54 пр.н.е отива с 1000 конника при баща си в Сирия и участва в похода на баща му срещу партите. При битката при Кара през юни 53 пр.н.е. той е убит.
След неговата смърт вдовицата му става през 52 пр.н.е. петата съпруга на Гней Помпей Магнус.